# Begonia vanderckhovenii
Begonia vanderckhovenii là một loài thực vật có hoa trong họ Thu hải đường. Loài này được De Wild. mô tả khoa học đầu tiên năm 1915.